# Homosexualität in Honduras

Geografische Lage von Honduras

In Honduras war Homosexualität in der Vergangenheit tabuisiert.

## Legalität
Homosexuelle Handlungen sind in Honduras legal. Das Schutzalter liegt einheitlich bei 16 Jahren. Antidiskriminierungsgesetze zum Schutz der sexuellen Orientierung bestehen nicht.

## Anerkennung gleichgeschlechtlicher Paare
Es gibt weder eine Anerkennung von gleichgeschlechtlichen Ehen noch sind eingetragene Partnerschaften erlaubt. 2005 wurde ein Verbot der gleichgeschlechtlichen Ehe parlamentarisch verabschiedet.

## Gesellschaftliche Situation
Eine LGBT-Gemeinschaft findet sich nur in kleinem Umfang in der Hauptstadt Tegucigalpa. Die Organisationen Violet Collective, Gay Community und die Gay-Lesbian Group Honduras setzen sich für die Rechte homosexueller Menschen im Lande ein. Nach dem Militärputsch 2009 kam es zu mehreren Gewalttaten gegen LGBT-Aktivisten in Honduras.